# Baby Rasta Y Gringo
Baby Rasta Y Gringo is een reggaetonduo uit Puerto Rico. Ze heetten eerst Eazy Boyz, maar die naam hebben ze veranderd. Het duo bestaat uit Wilmer Alicea ('Baby Rasta', geboren 11 oktober 1976) en Samuel Gerena ('Gringo', geboren 3 juli 1978).

## Discografie

### Baby Rasta Y Gringo
- Live Desde el Mas Alla (1997)
- New Prophecy (1998)
- Romances Del Ruido (2000)
- Fire Live (2003)
- Romances Del Ruido 2 (2003)
- Sentenciados (2004)
- Romances Del Ruido Collections (2005)
- Sentenciados (Platinum Edition, 2005)
- The Comeback (2008)
- Los Lobos (2010)
- Los Cotiziados (2015)

### Soloalbums Baby Rasta
- La Última Risa (2006)

### Soloalbums Gringo
- Reggaeton Con Navidad (2005)
- El Independiente (Promo, 2006)
- El Independiente (2007)